# Lukáš Lacko
Lukáš Lacko (Piešťany, 3 novembre 1987) è un ex tennista slovacco.
Attivo tra il 2004 e il 2022, ha perso due finali in singolare e una in doppio nel circuito maggiore, vanta inoltre diversi titoli conquistati nei tornei minori soprattutto in singolare. I suoi migliori ranking ATP sono stati il 44º in singolare nel 2013 e il 170º in doppio nel 2010. Ha esordito nella squadra slovacca di Coppa Davis nel 2006. Ha raggiunto il 3º posto nella classifica mondiale tra gli juniores.

## Carriera

### Juniores
Gioca nell'ITF Junior Circuit tra il 2001 e il 2005, vince in totale 5 titoli in singolare e 3 in doppio, tra i quali l'unico Grade A al Banana Bowl brasiliano del 2004. Il primo risultato di rilievo nelle prove juniores del Grande Slam sono i quarti di finale al Roland Garros 2004, e al successivo torneo di Wimbledon arriva ai quarti in doppio. Raggiunge i quarti in singolare anche agli Australian Open 2005, risultato con cui raggiunge il terzo posto nel ranking mondiale di categoria. Esce in semifinale in singolare al Roland Garros 2005 e chiude l'esperienza tra gli juniores dopo i quarti di finale disputati in doppio agli US Open 2005.

### 2004-2008, inizi da professionista, primi titoli ITF e Challenger
Comincia a frequentare il circuito ITF Futures nel maggio 2004. Dopo un paio di finali perse, nel settembre 2005 conquista il suo primo torneo Futures a Olbia, a cui seguono quattro titoli tra Ucraina, Germania e Austria e altre tre finali. Nel febbraio 2006 fa il suo esordio nella squadra slovacca di Coppa Davis nella sfida persa 4-1 contro il Cile, viene sconfitto in doppio e nell'ultima giornata conquista l'unico punto slovacco grazie al ritiro del suo avversario. In aprile inizia a partecipare ai tornei Challenger e subito conquista in India il primo titolo di categoria vincendo il torneo di doppio a Dharwad. Nei Challenger in singolare non va oltre la finale raggiunta in agosto a Binghamton. Nel gennaio 2007 supera le qualificazioni per gli Australian Open e viene subito eliminato da Robert Smeets. In ottobre, al quarto tentativo, vince il suo primo Challenger in singolare a Kolding, in Danimarca. L'anno successivo accede nuovamente al tabellone principale dello Slam australiano e viene nuovamente eliminato al primo turno, questa volta da Denis Istomin. Nel prosieguo della stagione Lacko scivola oltre la 300ª posizione del ranking, tornando quindi a disputare tornei Futures in cerca di punti.

### 2009-2010, prime volte nei quarti di finale ATP, due titoli Challenger e top 60 in singolare
Nel gennaio 2009 si qualifica per il PBZ Zagreb Indoors e perde al primo turno contro Mario Ančić, ormai in ripresa a maggio vince il suo secondo Challenger a Fergana e un mese dopo supera nuovamente le qualificazioni per un torneo ATP, questa volta all'Halle Open di Halle, dove vince il suo primo incontro nel circuito maggiore. Supera le qualificazioni anche a Wimbledon ma soprattutto si aggiudica il Challenger di Seul, che gli permette di entrare per la prima volta nelle prime 100 posizioni del ranking. A settembre vince il torneo di doppio al Challenger di St. Remy. Dal gennaio 2010 partecipa stabilmente a tornei dell'ATP Tour e a inizio stagione disputa per la prima volta i quarti di finale in un torneo ATP a Chennai, Raggiunge i quarti anche a Zagabria e soprattutto all'ATP 500 di Memphis, dopo il quale porta il best ranking alla 60ª posizione mondiale. Nell'arco della stagione raggiunge i quarti anche ad Halle e ad Atlanta e si spinge fino al secondo turno in tre Slam su quattro, a esclusione degli US Open. Nel torneo di doppio a Wimbledon raggiunge il terzo turno assieme a Serhij Stachovs'kyj e a fine torneo sale alla 170ª posizione mondiale, che rimarrà il suo best ranking in carriera della specialità.

### 2011-2012, discesa e risalita nel ranking, prime finali ATP e top 50

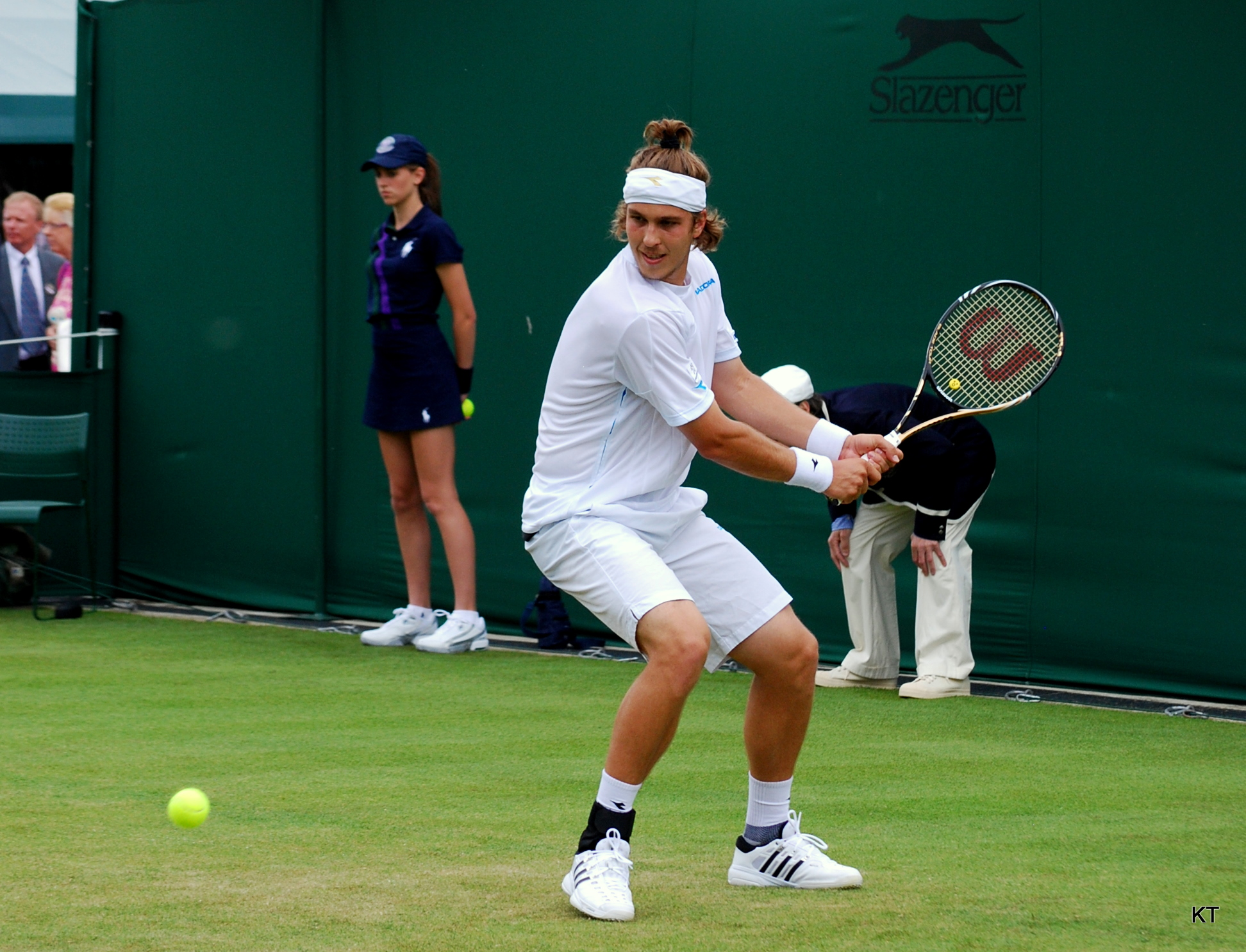
Lacko a Wimbledon nel 2011

All'inizio del 2011 gioca nei tornei del circuito maggiore senza mai superare il secondo turno, esce dalla top 100 e torna a concentrarsi soprattutto sui Challenger, ma non va oltre la semifinale in quello di Pingguo. Supera le qualificazioni e viene eliminato al primo turno sia a Wimbledon che agli US Open. A fine settembre vince a Smirne il suo quarto titolo Challenger, 23 mesi dopo l'ultimo che aveva vinto a Seul, e due mesi più tardi si aggiudica a Bratislava sia il torneo di singolare che quello in doppio. Chiude la stagione al 112º posto mondiale, dopo essere stato 162º in agosto. All'Australian Open 2012 supera le qualificazioni e vince i suoi primi incontri nel tabellone principale di uno Slam eliminando Ivan Ljubicic e Donald Young prima di arrendersi a Rafael Nadal. Al successivo ATP di Zagabria arriva per la prima volta in finale nel circuito maggiore e viene sconfitto da Michail Južnyj per 2-6, 3-6, risultato che lo proietta al 65º posto del ranking. In luglio sale al 53º grazie al terzo turno raggiunto a Wimbledon. A fine mese fa il suo esordio olimpico ai Giochi di Londra e viene eliminato al primo turno sia in singolare che in doppio. È la prima di una lunga serie di sconfitte al primo turno in singolare, mentre in doppio raggiunge insieme a Igor Zelenay la finale ATP di San Pietroburgo e vengono battuti in tre set da Rajeev Ram / Nenad Zimonjic. Torna a vincere in singolare nei Challenger, perde la finale a Tashkent e si aggiudica il titolo a Helsinki, salendo al 50º posto mondiale.

### 2013-2014, 44º nel ranking, quarti di finale a Tokyo e 2 titoli Challenger

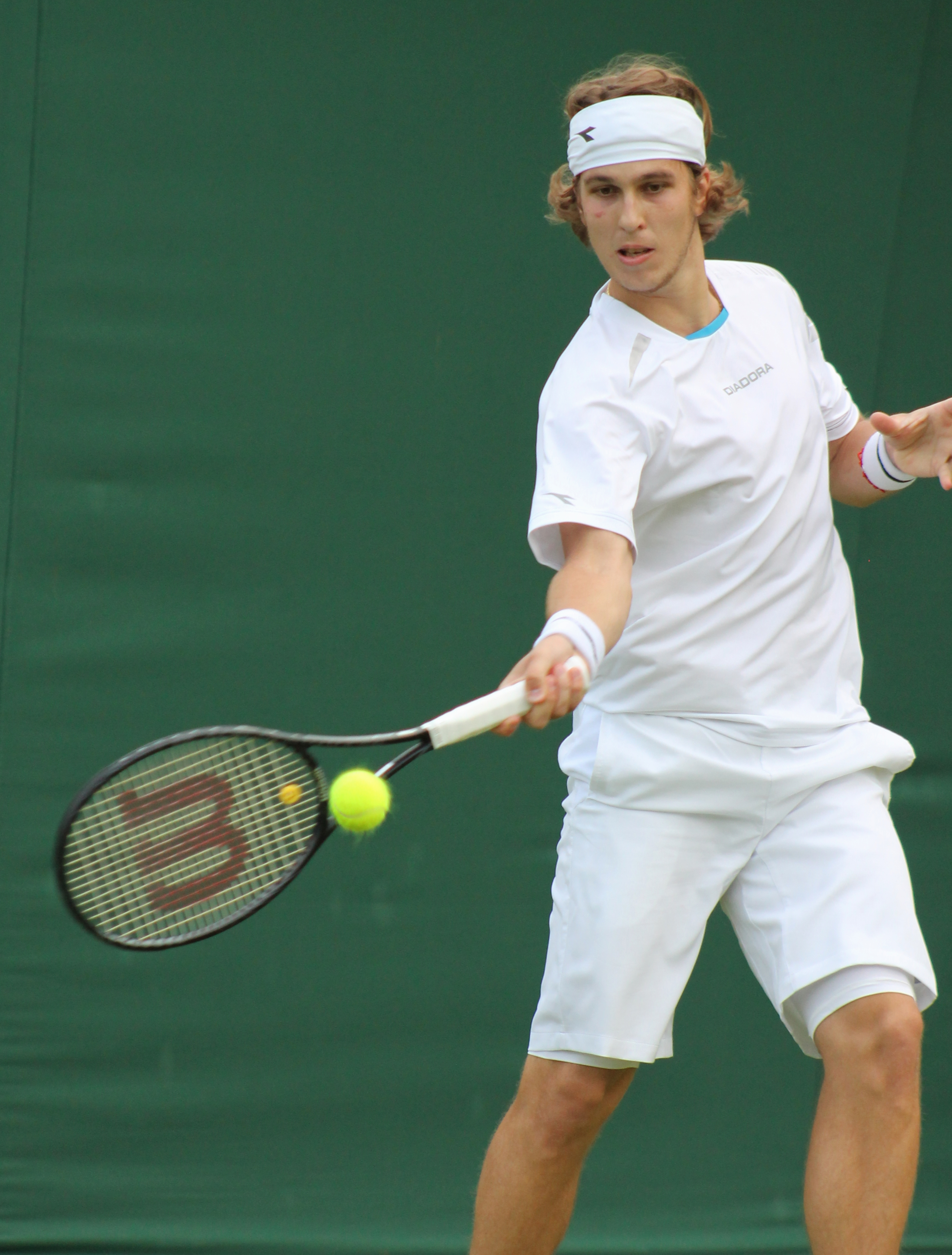
A Wimbledon nel 2013

Inizia il 2013 con i quarti di finale a Doha e Auckland, risultati con cui porta il best ranking alla 44ª posizione mondiale. Dopo il secondo turno agli Australian Open raccoglie diversi risultati negativi e torna a mettersi in luce a luglio raggiungendo la finale al Challenger de Granby. Si rilancia definitivamente in ottobre spingendosi fino ai quarti nell'ATP 500 di Tokyo e il mese successivo vince il Challenger di Bratislava. Nella prima parte del 2014 non supera mai il secondo turno nei tornei ATP e ottiene alcuni discreti risultati nei Challenger. A luglio torna a disputare un quarto di finale ATP ad Atlanta, e dopo il terzo turno raggiunto a Washington arriva nei quarti anche a Shenzen. Verso fine stagione arrivano i titoli sia in singolare che in doppio al Tashkent Challenger.

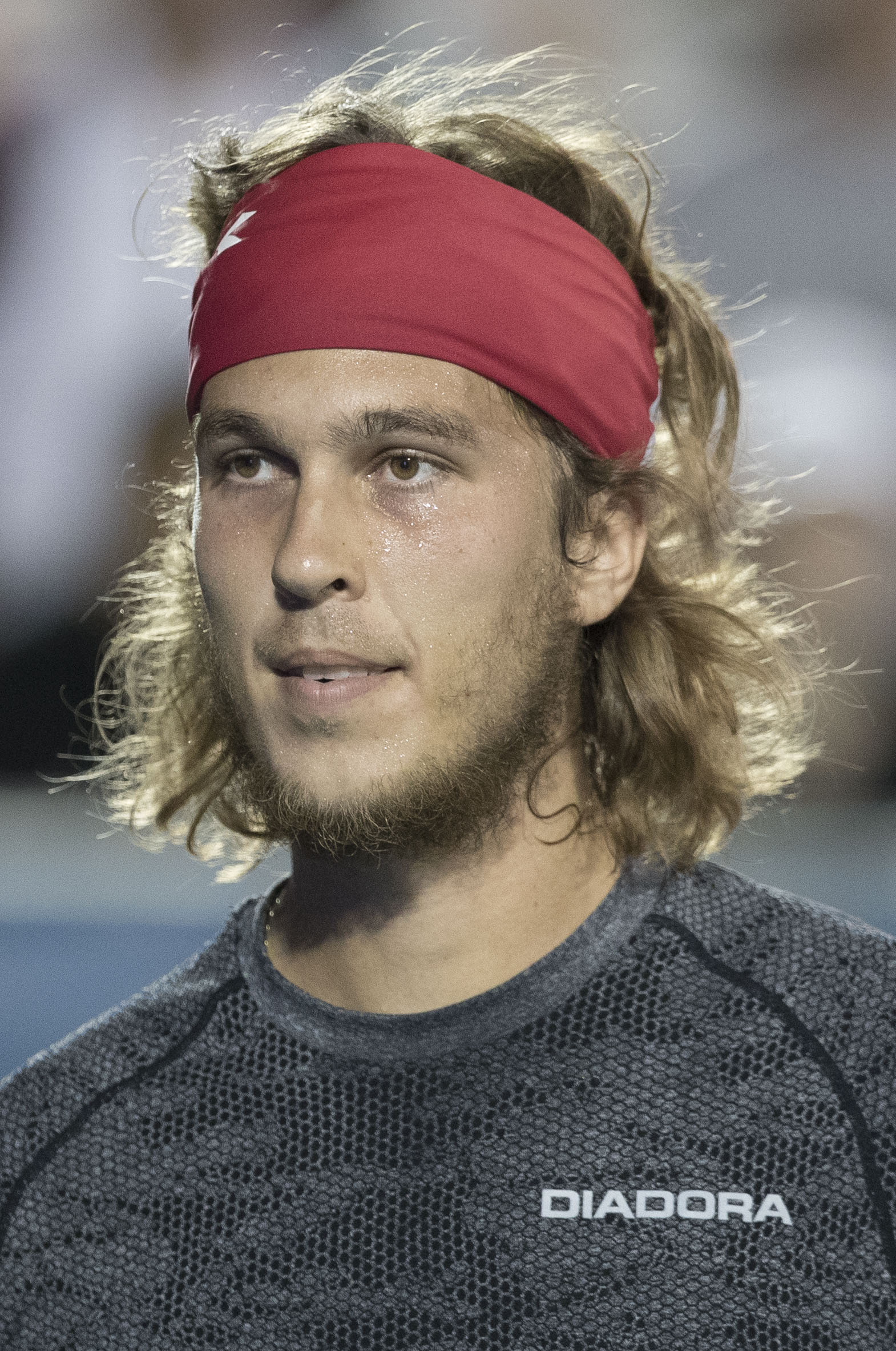
Al Washington Open nel 2016

### 2015-2017, 3 titoli Challenger
Nella prima parte del 2015 gli unici risultati di rilievo sono il secondo turno agli Australian Open e due finali disputate nei Challenger, e a luglio esce dalla top 100. Non sono sufficienti per farvi rientro il titolo conquistato in settembre al Challenger di Smirne, dove supera in finale Marius Copil, e le altre due finali Challenger disputate a fine stagione. A marzo aveva disputato e si era imposto nel suo ultimo incontro in Coppa Davis nella sfida vinta 5-0 contro la Slovenia. Nei primi mesi del 2016 consegue alcuni discreti risultati nei Challenger – tra cui la finale persa in marzo a Canton contro Nikoloz Basilašvili – e torna a vincere un incontro ATP in aprile a Houston. Rientra brevemente nella top 100 grazie al terzo turno raggiunto a Wimbledon e i migliori risultati di fine stagione sono due semifinali Challenger. A settembre viene sospeso e multato dalla federazione slovacca insieme a Kližan per aver dato forfait alla sfida di Coppa Davis contro l'Australia ed essere scesi in campo la settimana dopo in tornei ATP. Fa il suo esordio nel 2017 superando le qualificazioni agli Australian Open, sconfigge quindi il nº 26 del ranking Albert Ramos Viñolas e viene eliminato al terzo turno da Kei Nishikori. Si mantiene a ridosso della top 100 per tutta la stagione con alcuni discreti risultati, su cui spiccano i quarti di finale raggiunti all'ATP di Atlanta, e vi fa rientro a novembre quando conquista i primi titoli dopo oltre due anni con i successi nei Challenger di Bratislava e Brescia, superando nelle rispettive finali Marius Copil e Laurynas Grigelis.

### 2018-2019, seconda finale ATP in singolare, 2 titoli Challenger e discesa nel ranking

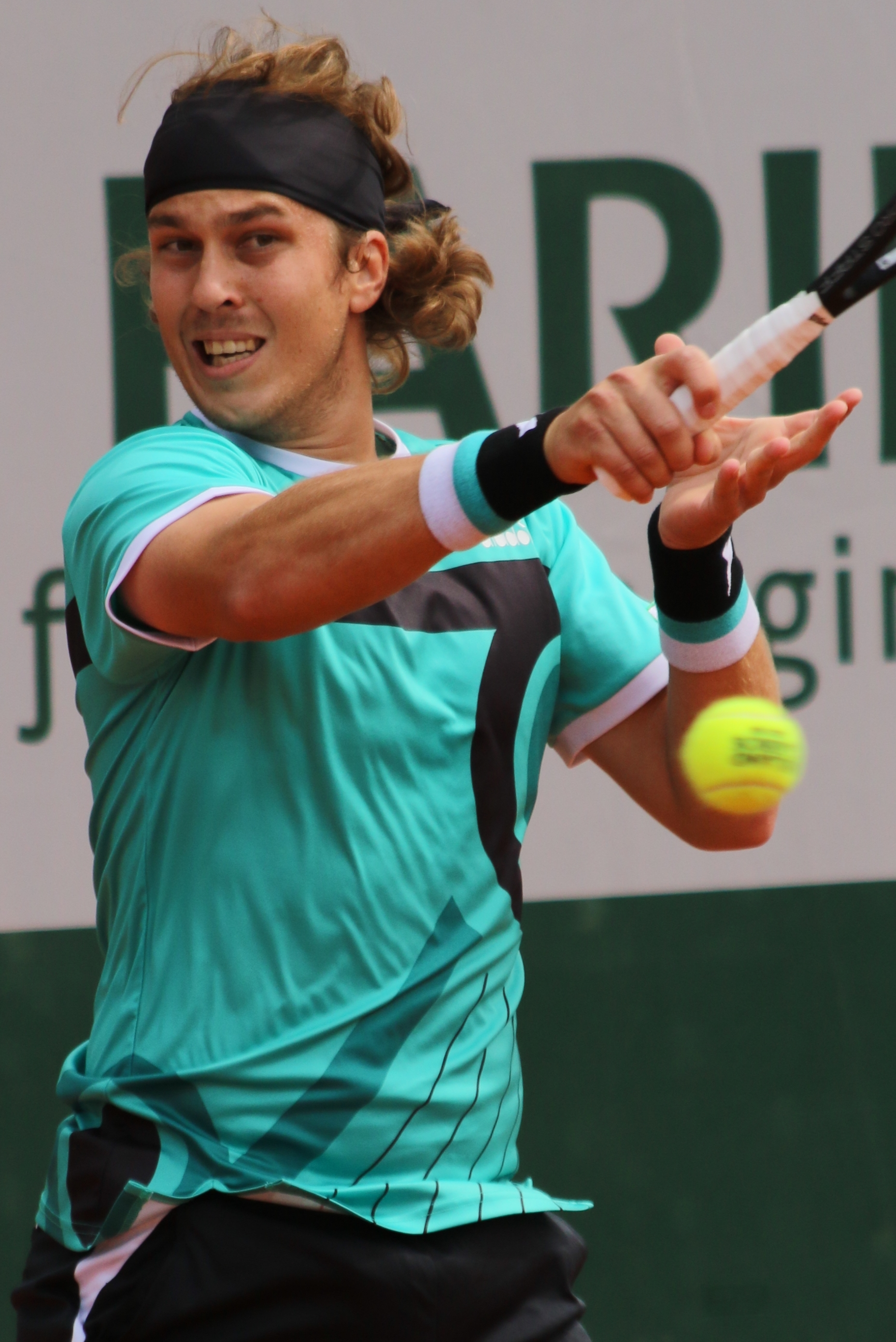
Alle qualificazioni del Roland Garros nel 2019

All'esordio stagionale sconfigge l'emergente Stefanos Tsitsipas a Auckland ed esce di scena al secondo turno. Raggiunge il secondo turno anche agli Australian Open con la vittoria a sorpresa sul nº 23 del mondo Milos Raonic e viene eliminato da Nicolás Kicker. Ha quindi inizio un periodo negativo che si interrompe con il titolo conquistato a maggio al Challenger di Glasgow. Il mese successivo disputa a Eastbourne la seconda finale ATP in singolare e viene sconfitto da Miša Zverev per 4-6, 4-6 dopo che al secondo turno aveva eliminato il nº 11	del mondo Diego Schwartzman. Con il secondo turno raggiunto a Wimbledon risale al 71º posto mondiale. Nella seconda parte del 2018 non consegue grandi risultati e a novembre esce definitivamente dalla top 100. Nel 2019 supera il primo turno nei tornei ATP solo una volta, delude anche nei Challenger e a luglio esce dalla top 200. Vi rientra a ottobre con il titolo conquistato all'Ismaning Challenger.

### 2020-2022, un titolo Challenger e ritiro
Conferma di essere in declino nel 2020, durante il quale non supera mai le qualificazioni nei tornei del circuito maggiore e si mantiene nella top 200 con alcuni discreti risultati nei Challenger. Il momento negativo continua nella prima parte del 2021 e ad aprile esce nuovamente dalla top 200. Vi rientra a luglio quando supera le qualificazioni ad Halle e raggiunge il secondo turno con il successo sul nº 62 ATP Guido Pella, che resteranno i suoi ultimi successi nel circuito maggiore. Verso fine stagione disputa le sue ultime finali Challenger in carriera, a settembre vince l'ultimo titolo sconfiggendo in 3 set Yasutaka Uchiyama in quella del Rafa Nadal Open, e a ottobre perde quella dell'Ismaning Challenger contro Oscar Otte con il punteggio di 4-6, 4-6. Nel 2022 vince solo 3 dei 21 incontri disputati, ottiene l'ultimo successo ad agosto nelle qualificazioni del Rafa Nadal Open e a ottobre si ritira durante l'ultimo incontro giocato nelle qualificazioni al Challenger di Ortisei.
Il 23 novembre 2022 annuncia il suo ritiro dal tennis professionistico, chiude la carriera dopo aver perso due finali in singolare e una in doppio nel circuito maggiore, nel quale ha un bilancio di 98 vittorie e 148 sconfitte in singolare e 6 vittorie e 32 sconfitte in doppio. Nei circuiti minori ha vinto 14 titoli Challenger e 7 Futures in singolare e 4 Challenger e un Futures in doppio. In Coppa Davis vanta 17 vittorie e 13 sconfitte in singolare, mentre in doppio ha perso i 4 match disputati.

## Statistiche
Aggiornate al termine della carriera.

### Singolare

#### Finali perse (2)
| Legenda                   |
| Grande Slam (0)           |
| ATP World Tour Finals (0) |
| ATP Masters 1000 (0)      |
| ATP World Tour 500 (0)    |
| ATP World Tour 250 (2)    |

| N. | Data            | Torneo                               | Superficie | Avversario in finale | Punteggio |
| 1. | 5 febbraio 2012 | Zagreb Indoors, Zagabria             | Cemento    | Michail Južnyj       | 2-6, 3-6  |
| 2. | 30 giugno 2018  | Eastbourne International, Eastbourne | Erba       | Miša Zverev          | 4-6, 4-6  |

### Doppio

#### Finali perse (1)
| Legenda                   |
| Grande Slam (0)           |
| ATP World Tour Finals (0) |
| ATP Masters 1000 (0)      |
| ATP World Tour 500 (0)    |
| ATP World Tour 250 (1)    |

| N. | Data              | Torneo                               | Superficie  | Compagno     | Avversari in finale       | Punteggio        |
| 1. | 23 settembre 2012 | St. Petersburg Open, San Pietroburgo | Cemento (i) | Igor Zelenay | Rajeev Ram Nenad Zimonjić | 2-6, 6-4, [6-10] |

### Tornei minori

#### Singolare

##### Vittorie (21)
| Legenda tornei minori |
| Challenger (14)       |
| Futures (7)           |

| N.  | Data              | Torneo                                   | Superficie    | Avversario in finale | Punteggio        |
| 1.  | 2 ottobre 2005    | Italy F32, Olbia                         | Terra rossa   | Tobias Koeck         | 6-1, 6-3         |
| 2.  | 9 ottobre 2005    | Ukraine F2, Mykolaïv                     | Terra rossa   | Sascha Kloer         | 2-6, 6-3, 6-1    |
| 3.  | 29 gennaio 2006   | Austria F2, Salisburgo                   | Sintetico (i) | Werner Eschauer      | 3-6, 6-1, 7-5    |
| 4.  | 9 luglio 2006     | Germany F6, Kassel                       | Terra rossa   | Dustin Brown         | 3-6, 6-3, 6-4    |
| 5.  | 21 ottobre 2007   | Kolding Challenger, Kolding              | Cemento (i)   | Gilles Müller        | 7-6(3), 6-4      |
| 6.  | 6 luglio 2007     | Croatia F2, Zagabria                     | Cemento (i)   | Antonio Sancic       | 6-2, 4-6, 7-5    |
| 7.  | 12 aprile 2009    | Russia F1                                | Sintetico (i) | Denis Matsukevich    | 6-4, 4-6, 6-2    |
| 8.  | 19 aprile 2009    | Russia F2                                | Sintetico (i) | Pavel Chekhov        | 6-3, 5-7, 6-4    |
| 9.  | 14 maggio 2009    | Fergana Challenger, Fergana              | Cemento       | Samuel Groth         | 4-6, 7-5, 7-6(4) |
| 10. | 14 maggio 2009    | Seul Challenger, Seul                    | Cemento       | Dusan Lojda          | 6-4, 6-2         |
| 11. | 25 settembre 2011 | Izmir Cup, Smirne                        | Cemento       | Marsel İlhan         | 6-4, 6-3         |
| 12. | 20 novembre 2011  | Slovak Open, Bratislava                  | Cemento (i)   | Ričardas Berankis    | 7-6(7), 6-2      |
| 13. | 18 novembre 2012  | Tali Open, Helsinki                      | Cemento (i)   | Jarkko Nieminen      | 6-3, 6-4         |
| 14. | 10 novembre 2013  | Slovak Open, Bratislava                  | Cemento (i)   | Lukáš Rosol          | 6-4, 4-6, 6-4    |
| 15. | 12 ottobre 2014   | Tashkent Challenger, Tashkent            | Cemento (i)   | Serhij Stachovs'kyj  | 6-2, 6-3         |
| 16. | 27 settembre 2015 | Izmir Cup, Smirne                        | Cemento (i)   | Marius Copil         | 6-3, 7-6(5)      |
| 17. | 12 novembre 2017  | Slovak Open, Bratislava                  | Cemento (i)   | Marius Copil         | 6-4, 7-6(4)      |
| 18. | 19 novembre 2017  | Internazionali Città di Brescia, Brescia | Sintetico (i) | Laurynas Grigelis    | 6-1, 6-2         |
| 19. | 6 maggio 2018     | Glasgow Trophy, Glasgow                  | Sintetico (i) | Luca Vanni           | 4-6, 7-6(3), 6-4 |
| 20. | 20 ottobre 2019   | Ismaning Challenger, Ismaning            | Sintetico (i) | Maxime Cressy        | 6-3, 6-0         |
| 21. | 5 settembre 2021  | Rafa Nadal Open, Manacor                 | Cemento       | Yasutaka Uchiyama    | 5-7, 7-6(8), 6-1 |

##### Finali perse (19)
| Legenda tornei minori |
| Challenger (13)       |
| Futures (6)           |

| N.  | Data             | Torneo                                       | Superficie    | Avversario in finale | Punteggio        |
| 1.  | 29 maggio 2005   | Morocco F4, Marrakech                        | Terra rossa   | Lamine Ouahab        | 6-4, 3-6, 2-6    |
| 2.  | 14 agosto 2005   | Croatia F3, Vinkovci                         | Terra rossa   | Marin Čilić          | 3-6, 1-6         |
| 3.  | 16 ottobre 2005  | Ukraine F3, Illyichevsk                      | Terra rossa   | Photos Kallias       | 3-6, 7-5, 1-6    |
| 4.  | 16 novembre 2005 | Czech Republic F6                            | Cemento (i)   | Jan Hájek            | 3-6, 7-5, 1-6    |
| 5.  | 2 luglio 2006    | Italy F19, L'Aquila                          | Terra rossa   | Kamil Capkovic       | 2-6, 6(6)-7      |
| 6.  | 13 agosto 2006   | Binghamton Challenger, Binghamton            | Cemento       | Scott Oudesma        | 6(5)-7, 2-6      |
| 7.  | 13 maggio 2007   | Rijeka Open, Fiume                           | Terra rossa   | Marin Čilić          | 5-7, 2-6         |
| 8.  | 12 agosto 2007   | Istanbul Challenger, Istanbul                | Cemento       | Miša Zverev          | 4-6, 4-6         |
| 9.  | 25 gennaio 2009  | Great Britain F2                             | Cemento (i)   | Scott Oudesma        | 7-6(5), 5-7, 6-3 |
| 10. | 14 novembre 2010 | Internazionali Val Gardena Südtirol, Ortisei | Sintetico (i) | Michał Przysiężny    | 3-6, 5-7         |
| 11. | 14 ottobre 2012  | Tashkent Challenger, Tashkent                | Sintetico (i) | Uladzimir Ihnacik    | 3-6, 6(3)-7      |
| 12. | 21 luglio 2013   | Challenger de Granby, Granby                 | Cemento       | Frank Dancevic       | 4-6, 7-6(4), 3-6 |
| 13. | 27 aprile 2014   | Pingshan ATP Challenger, Shenzhen            | Cemento       | Gilles Müller        | 6(4)-7, 3-6      |
| 14. | 5 aprile 2015    | Israel Open, Raanana                         | Cemento       | Nikoloz Basilašvili  | 6-4, 4-6, 3-6    |
| 15. | 10 maggio 2015   | Busan Open Challenger, Pusan                 | Cemento (i)   | Chung Hyeon          | 3-6, 1-6         |
| 16. | 17 ottobre 2015  | Tashkent Challenger, Tashkent                | Cemento       | Denis Istomin        | 3-6, 4-6         |
| 17. | 15 novembre 2015 | Slovak Open, Bratislava                      | Cemento (i)   | Jahor Herasimaŭ      | 6(1)-7, 6(5)-7   |
| 18. | 20 marzo 2016    | ATP Challenger Guangzhou, Canton             | Cemento       | Nikoloz Basilašvili  | 1-6, 7-6(6), 5-7 |
| 19. | 31 ottobre 2021  | Ismaning Challenger, Ismaning                | Sintetico (i) | Oscar Otte           | 4-6, 4-6         |

#### Doppio

##### Vittorie (5)
| Legenda tornei minori |
| Challenger (4)        |
| Futures (1)           |

| N. | Data           | Torneo                         | Superficie | Compagno           | Avversari in finale                   | Punteggio         |
| 1. | aprile 2006    | Dharwad Challenger, Dharwad    | Cemento    | Kamil Čapkovič     | Sanchai Ratiwatana Sonchat Ratiwatana | 6-3, 7-5          |
| 2. | aprile 2009    | Russia F1, Mosca               | Sintetico  | Konstantin Kravčuk | Pavel Chekhov Valery Rudnev           | 6-2, 6-4          |
| 3. | settembre 2009 | Trophee des Alpilles, St. Remy | Cemento    | Jiří Krkoška       | Ruben Bemelmans Niels Desein          | 6-1, 3-6, [10-3]  |
| 4. | novembre 2011  | Slovak Open, Bratislava        | Cemento    | Jan Hájek          | Lukáš Rosol David Škoch               | 7-5, 7-5          |
| 5. | ottobre 2014   | Tashkent Challenger, Tashkent  | Cemento    | Ante Pavić         | Frank Moser Alexander Satschko        | 6-3, 3-6, [13-11] |